# Орчердс (Вашингтон)
Орчердс (англ. Orchards) — переписна місцевість (CDP) в США, в окрузі Кларк штату Вашингтон. Населення — 27 729 осіб (2020).

## Географія
Орчердс розташований за координатами 45°41′20″ пн. ш. 122°31′50″ зх. д. / 45.68889° пн. ш. 122.53056° зх. д. (45.688838, -122.530467).  За даними Бюро перепису населення США в 2010 році переписна місцевість мала площу 13,99 км², уся площа — суходіл.

## Демографія
Згідно з переписом 2010 року, у переписній місцевості мешкало 19 556 осіб у 6414 домогосподарствах у складі 4947 родин. Густота населення становила 1398 осіб/км².  Було 6753 помешкання (483/км²).
Расовий склад населення:
| - 82,4 % — білих - 4,9 % — азіатів - 2,1 % — чорних або афроамериканців - 0,9 % — вихідців з тихоокеанських островів - 0,9 % — корінних американців - 4,0 % — осіб інших рас |

До двох чи більше рас належало 4,8 %. Частка іспаномовних становила 9,4 % від усіх жителів.
За віковим діапазоном населення розподілялося таким чином: 31,5 % — особи молодші 18 років, 61,5 % — особи у віці 18—64 років, 7,0 % — особи у віці 65 років та старші. Медіана віку мешканця становила 32,4 року. На 100 осіб жіночої статі у переписній місцевості припадало 100,8 чоловіків;  на 100 жінок у віці від 18 років та старших — 97,0 чоловіків також старших 18 років.
Середній дохід на одне домашнє господарство  становив 68 367 доларів США (медіана — 61 263), а середній дохід на одну сім'ю — 74 937 доларів (медіана — 68 199). Медіана доходів становила 48 860 доларів для чоловіків та 38 882 долари для жінок. За межею бідності перебувало 10,1 % осіб, у тому числі 11,4 % дітей у віці до 18 років та 4,6 % осіб у віці 65 років та старших.
Цивільне працевлаштоване населення становило 9551 осіб. Основні галузі зайнятості: освіта, охорона здоров'я та соціальна допомога — 19,1 %, виробництво — 14,5 %, роздрібна торгівля — 13,5 %.